# Nakanishi Eisuke
Nakanishi Eisuke (sinh ngày 23 tháng 6 năm 1973) là một cầu thủ bóng đá người Nhật Bản.

## Đội tuyển bóng đá quốc gia Nhật Bản
Nakanishi Eisuke thi đấu cho đội tuyển bóng đá quốc gia Nhật Bản từ năm 1997 đến 2002.

## Thống kê sự nghiệp
| Đội tuyển bóng đá Nhật Bản | Đội tuyển bóng đá Nhật Bản | Đội tuyển bóng đá Nhật Bản |
| Năm                        | Trận                       | Bàn                        |
| -------------------------- | -------------------------- | -------------------------- |
| 1997                       | 5                          | 0                          |
| 1998                       | 6                          | 0                          |
| 1999                       | 1                          | 0                          |
| 2000                       | 1                          | 0                          |
| 2001                       | 0                          | 0                          |
| 2002                       | 1                          | 0                          |
| Tổng cộng                  | 14                         | 0                          |